# Halfrond (aarde)
Een halfrond of hemisfeer is een helft van het aardoppervlak, het oppervlak van de planeet Aarde, en wel een helft begrensd door de snijkromme van een vlak door het middelpunt van de aarde (bij benadering een grootcirkel). Er zijn verschillende manieren om de Aarde in halfronden te verdelen. Het woord hemisfeer betekent letterlijk halve bol en kan ook betrekking hebben op andere bolvormige lichamen dan de aarde.
- In een noordelijk en een zuidelijk halfrond, gelegen ten noorden of ten zuiden van de evenaar. Het noordelijke wordt noordelijk halfrond genoemd, het andere zuidelijk halfrond;
- op vergelijkbare wijze kan de Aarde, gemeten naar de nulmeridiaan, verdeeld worden in een oostelijk halfrond en een westelijk halfrond.
- het halfrond waar zich het grootste aandeel landoppervlak bevindt, wordt landhalfrond genoemd; het halfrond met het grootste aandeel wateroppervlak waterhalfrond.

## Afbeeldingen

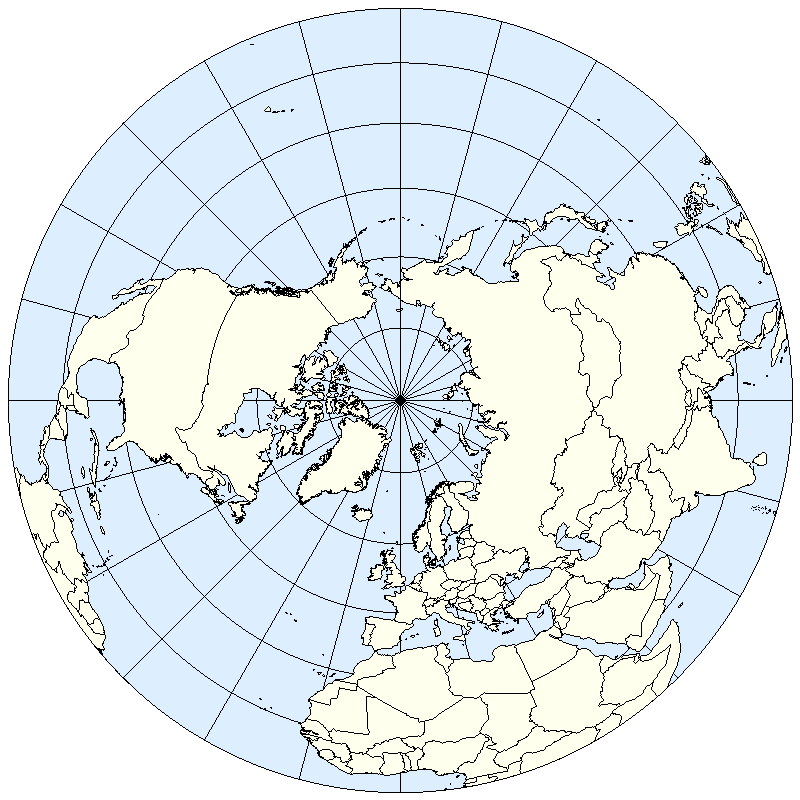
noordelijk halfrond
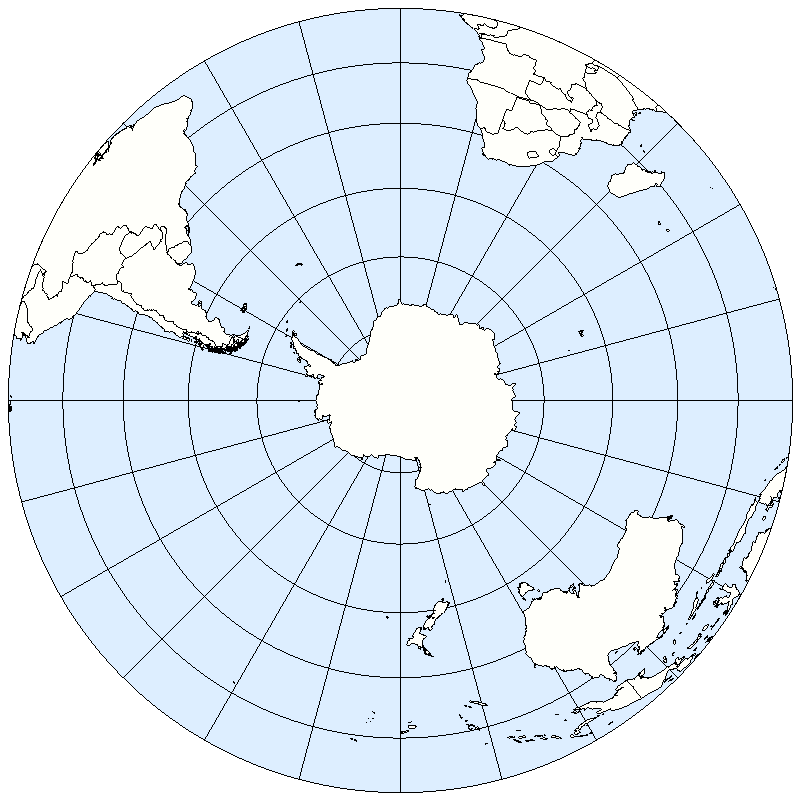
zuidelijk halfrond
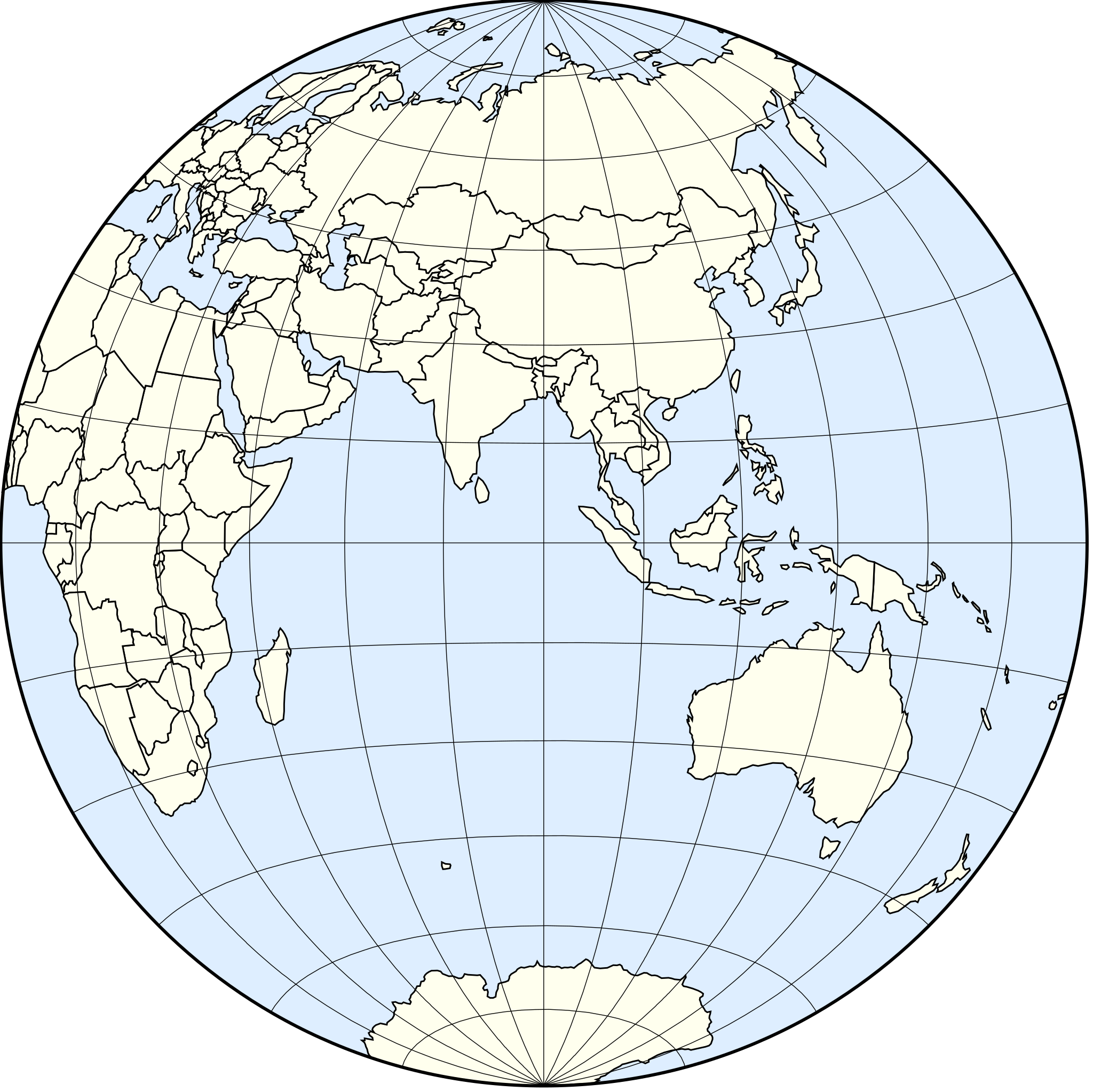
oostelijk halfrond
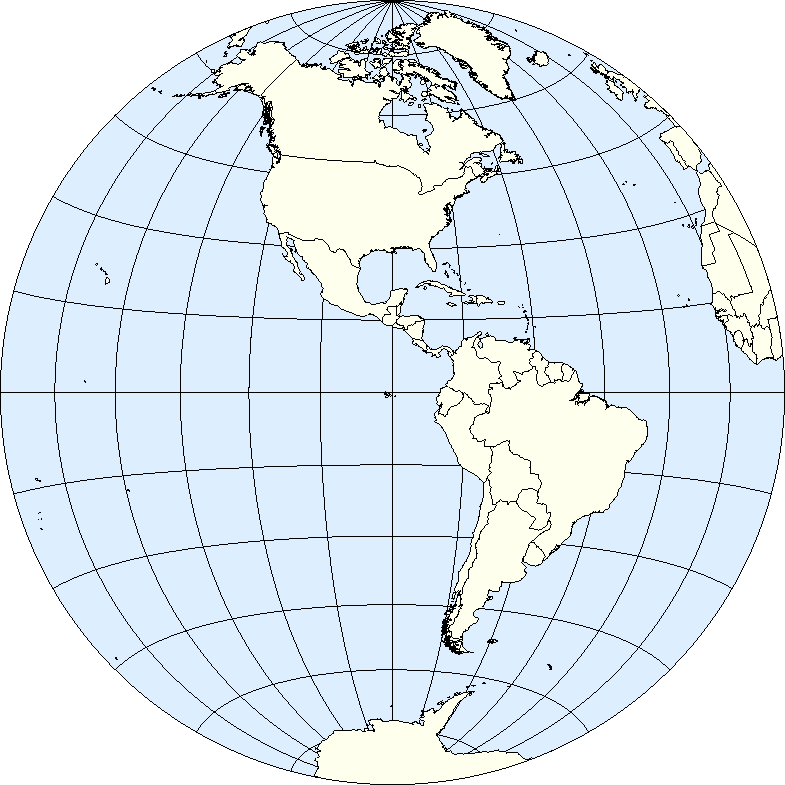
westelijk halfrond

In België verwijst halfrond ook naar de vergaderzaal van een parlement, hetzij de Kamer van volksvertegenwoordigers, de Senaat of het Vlaams parlement.